# Sierra Gigli

Sierra de cables Gigli

La sierra Gigli es una sierra de cable flexible utilizada por cirujanos para cortar huesos. La sierra Gigli se utiliza principalmente para la amputación, donde los huesos deben cortarse suavemente al nivel de la amputación.
La sierra fue inventada por el obstetra italiano Leonardo Gigli para simplificar la realización de una pubiotomía lateral en trabajo de parto obstruido.